# Protagrotis flavistriga
Protagrotis flavistriga là một loài bướm đêm trong họ Noctuidae.